# Cocalodes macellus
Cocalodes macellus là một loài nhện trong họ Salticidae.
Loài này thuộc chi Cocalodes. Cocalodes macellus được Tord Tamerlan Teodor Thorell miêu tả năm 1878.